# Адміністративний устрій Рівненського району (1940—2020)
Адміністративний устрій Рівненського району — адміністративно-територіальний устрій Рівненського району Рівненської області на 3 селищні та 22 сільські ради, які об'єднують 97 населених пунктів та підпорядковані Рівненській районній раді. Адміністративний центр — місто Рівне, що є містом обласного значення та адміністративним центром області, і до складу району не входить.

## Список радРівненського району
| №  | Назва                          | Центр             | Населені пункти | Площа км² | Місце за площею | Населення (2001), чол. | Місце за населенням | Розташування |
| -- | ------------------------------ | ----------------- | --- | --------- | --------------- | ---------------------- | ------------------- | ------------ |
| 1  | Квасилівська селищна рада      | смт Квасилів      | смт Квасилів |           |                 |                        |                     |              |
| 2  | Клеванська селищна рада        | смт Клевань       | смт Клевань |           |                 |                        |                     |              |
| 3  | Оржівська селищна рада         | смт Оржів         | смт Оржів |           |                 |                        |                     |              |
| 4  | Білокриницька сільська рада    | c. Біла Криниця   | c. Біла Криниця с. Антопіль с. Глинки                                                                                  |           |                 |                        |                     |              |
| 5  | Бронниківська сільська рада    | c. Бронники       | c. Бронники с. Білівські Хутори с. Рогачів                                                                             |           |                 |                        |                     |              |
| 6  | Великожитинська сільська рада  | c. Великий Житин  | c. Великий Житин с. Бармаки с. Малий Житин                                                                             |           |                 |                        |                     |              |
| 7  | Великоомелянська сільська рада | c. Велика Омеляна | c. Велика Омеляна с. Вересневе                                                                                         |           |                 |                        |                     |              |
| 8  | Верхівська сільська рада       | c. Верхівськ      | c. Верхівськ с. Кривичі с. Макотерти с. Пересопниця с. Шостаків с. Ясининичі                                           |           |                 |                        |                     |              |
| 9  | Городищенська сільська рада    | c. Городище       | c. Городище с. Кругле                                                                                                  |           |                 |                        |                     |              |
| 10 | Городоцька сільська рада       | c. Городок        | c. Городок с. Караєвичі с. Карпилівка с. Метків с. Михайлівка с. Понебель с. Рубче                                     |           |                 |                        |                     |              |
| 11 | Грушвицька сільська рада       | c. Грушвиця Друга | c. Грушвиця Друга с. Грушвиця Перша с. Дібрівка с. Мартинівка                                                          |           |                 |                        |                     |              |
| 12 | Дядьковицька сільська рада     | c. Дядьковичі     | c. Дядьковичі с. Милостів                                                                                              |           |                 |                        |                     |              |
| 13 | Жобринська сільська рада       | c. Жобрин         | c. Жобрин с. Мочулки с. Руда-Красна с. Углище                                                                          |           |                 |                        |                     |              |
| 14 | Заборольська сільська рада     | c. Забороль       | c. Забороль с. Боянівка                                                                                                |           |                 |                        |                     |              |
| 15 | Зорянська сільська рада        | c. Зоря           | c. Зоря с. Білів с. Голишів с. Грабів с. Дерев'яне с. Диків с. Застав'я с. Новостав с. Олишва с. Сморжів с. Старожуків |           |                 |                        |                     |              |
| 16 | Корнинська сільська рада       | c. Корнин         | c. Корнин с. Загороща с. Колоденка                                                                                     |           |                 |                        |                     |              |
| 17 | Кустинська сільська рада       | c. Кустин         | c. Кустин с. Решуцьк с. Сергіївка                                                                                      |           |                 |                        |                     |              |
| 18 | Малошпаківська сільська рада   | c. Малий Шпаків   | c. Малий Шпаків с. Великий Шпаків с. Гуменники с. Дворовичі с. Заріцьк с. Іваничі с. Переділи с. Підгірці с. Плоска    |           |                 |                        |                     |              |
| 19 | Новоукраїнська сільська рада   | c. Нова Українка  | с. Нова Українка с. Козлин с. Радиславка с. Ремель                                                                     |           |                 |                        |                     |              |
| 20 | Обарівська сільська рада       | c. Обарів         | с. Обарів с. Ставки |           |                 |                        |                     |              |
| 21 | Олександрійська сільська рада  | c. Олександрія    | с. Олександрія с. Волошки с. Нова Любомирка с. Пухова с. Свяття с. Три Копці                                           |           |                 |                        |                     |              |
| 22 | Радухівська сільська рада      | c. Радухівка      | с. Радухівка с. Новожуків с. Новостав-Дальній с. Сухівці                                                               |           |                 |                        |                     |              |
| 23 | Тайкурська сільська рада       | c. Тайкури        | с. Тайкури с. Порозове                                                                                                 |           |                 |                        |                     |              |
| 24 | Шпанівська сільська рада       | c. Шпанів         | с. Шпанів с. Великий Олексин с. Зозів с. Малий Олексин с. Ходоси с. Хотин                                              |           |                 |                        |                     |              |
| 25 | Шубківська сільська рада       | c. Шубків         | с. Шубків с. Гориньград Другий с. Гориньград Перший с. Дуби с. Котів с. Рисв'янка                                      |           |                 |                        |                     |              |

* Примітки: м. — місто, с-ще — селище, смт — селище міського типу, с. — село